# Station Rijssen
Station Rijssen is een van de twee stations in de Overijsselse gemeente Rijssen-Holten. Het ligt aan de spoorlijn van Deventer naar Almelo en werd geopend op 1 september 1888.

## Geschiedenis
De spoorlijn Deventer - Almelo is aangelegd door de Koninglijke Nederlandsche Locaalspoorweg-Maatschappij (KNLS). De maatschappij bouwde ook de meeste stationsgebouwen langs de lijn. Voor deze gebouwen werden drie standaardontwerpen gemaakt. Het stationsgebouw in Rijssen is van het Standaardtype KNLS 1e klasse. De architect was Karel van Brederode. De naam Rijssen werd op het gebouw uitgevoerd met een Y in plaats van IJ wat er nog steeds zo staat.
In 1910 werd de door de Locaalspoorweg-Maatschappij Neede-Hellendoorn de spoorlijn Neede - Hellendoorn aangelegd. Deze spoorlijn sloot vanuit Neede ten oosten van het station in Rijssen aan op de bestaande spoorlijn Deventer - Almelo. Ten westen van het station sloot de lijn uit Hellendoorn aan op de KNLS-lijn. De nieuwe maatschappij maakte gebruik van het bestaande station in Rijssen. In 1935 werd deze spoorlijn weer gesloten. Enkele kleine gedeeltes werden nog enige jaren gebruikt voor goederenvervoer. De andere gedeeltes van de lijn, zo ook in Rijssen, werden al spoedig na sluiting opgebroken. In Rijssen herinnert een oude baanwachterswoning in een woonwijk, ten noorden van de spoorlijn Deventer - Almelo, nog aan deze korte spoorweggeschiedenis.

## Verbindingen

### Treinverbindingen
Vanaf 15 december 2024, de begindatum van de dienstregeling 2025, stopt de volgende treinserie in Rijssen:
| Serie | Treinsoort    | Route                                                        | Bijzonderheden                      |
| ----- | ------------- | ------------------------------------------------------------ | ----------------------------------- |
| 7000  | Sprinter (NS) | Apeldoorn – Deventer – Rijssen – Almelo – Hengelo – Enschede | Rijdt in de spits van/naar Enschede |

In de avonden rijden sommige sprinters richting Apeldoorn niet verder dan Deventer. Bij thuiswedstrijden van FC Twente rijden er supporterstreinen als stoptrein tussen Rijssen en Enschede en rijden de reguliere treinen met meer capaciteit.

## Perrons
- Spoor 1: Passeerperron voor treinen richting Almelo
- Spoor 2: Treinen richting Almelo en Enschede
- Spoor 3: Treinen richting Deventer en Apeldoorn

### Busverbindingen (vanaf 10 december 2023)
Aan de voorzijde van het station bevindt zich het busstation, waarvandaan de busdiensten naar verschillende plaatsen in de regio vertrekken. Alle diensten worden uitgevoerd door Arriva onder de naam RRReis.
| Lijn | Route                                        | Via                                                                          | Frequentie                        |
| ---- | -------------------------------------------- | ---------------------------------------------------------------------------- | --------------------------------- |
| 95   | Almelo Centraal Station - Borculo Busstation | Wierden, Notter, Rijssen Station, Enter, Goor Station, Diepenheim, Geesteren | Maandag t/m zaterdag: 1x per uur. |
| 96   | Rijssen Station - Nijverdal Station          | Zuna                                                                         | Maandag t/m vrijdag: 1x per uur.  |

## Voorzieningen
- OV-fiets
- Fietskluis
- P+R (gratis)
- NS Zonetaxi
- Onbewaakt fietsparkeren
- Kaartautomaat NS
- Watertappunt

### Toegankelijkheid
- Lift
- Geleidelijnen
- Reisassistentie NS[2]

## Galerij

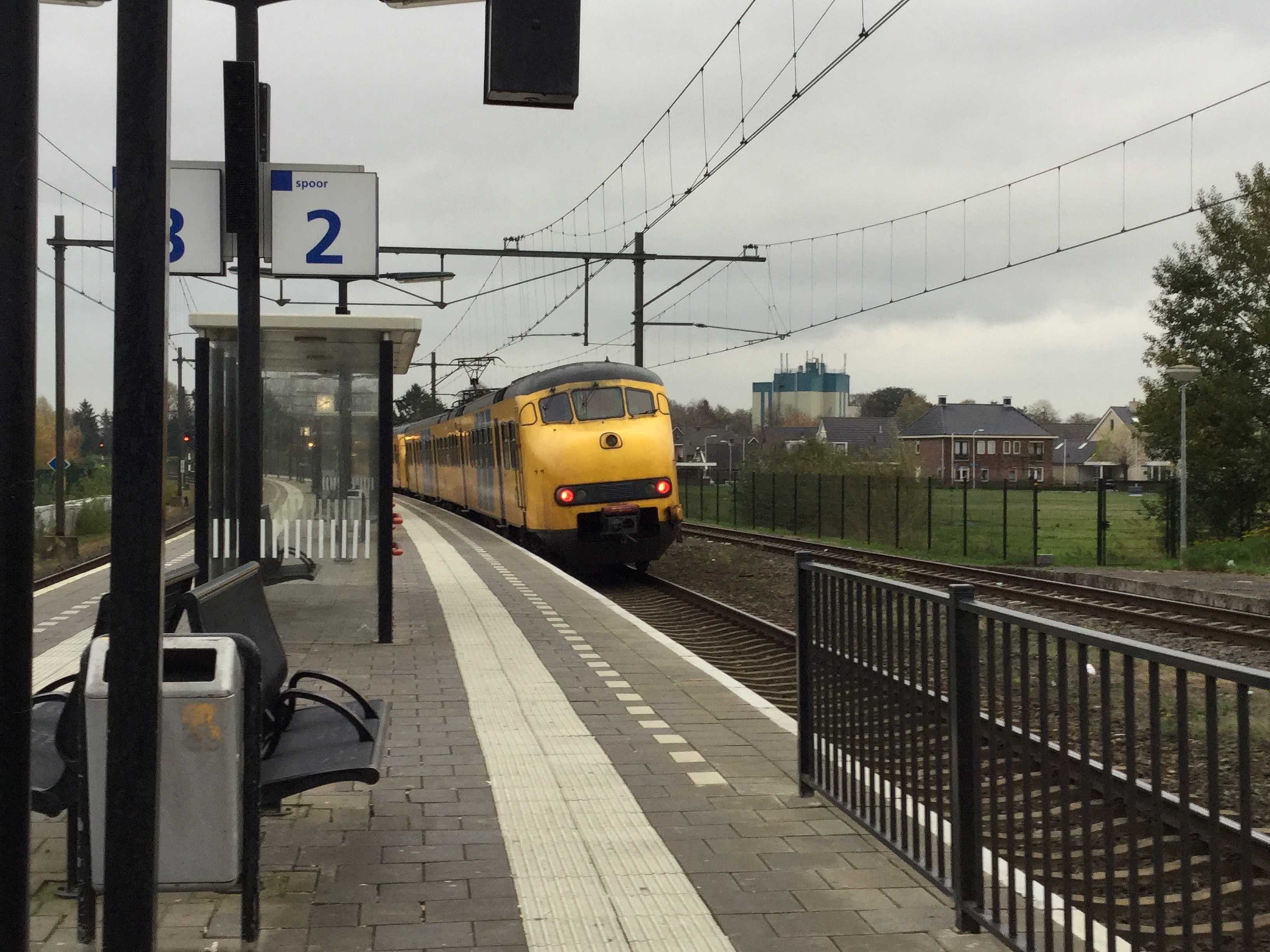
Een sprinter van het type Mat '64 op station Rijssen
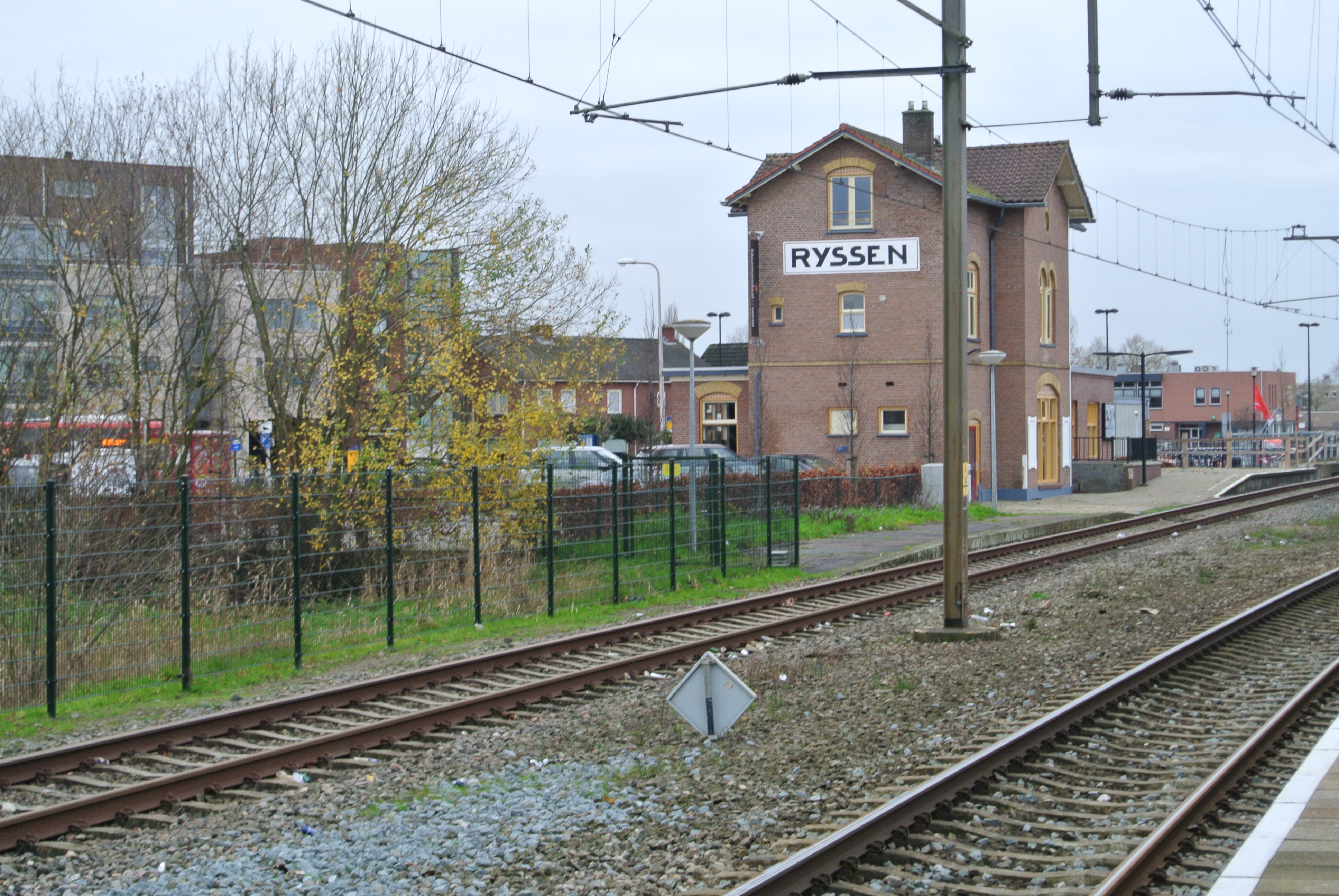
Een foto van het stationsgebouw in Rijssen
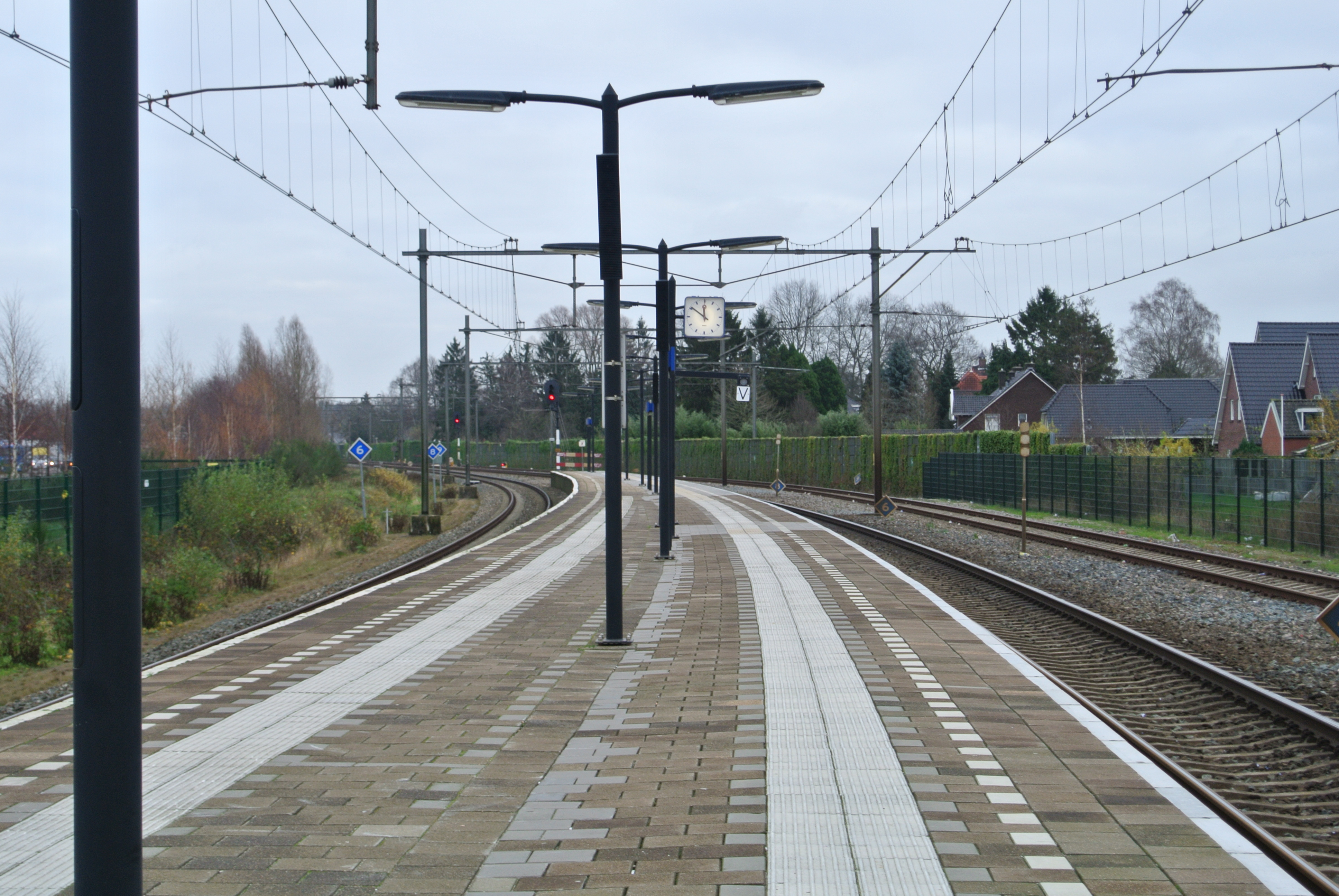
Een foto van het perron van station Rijssen (achterzijde)
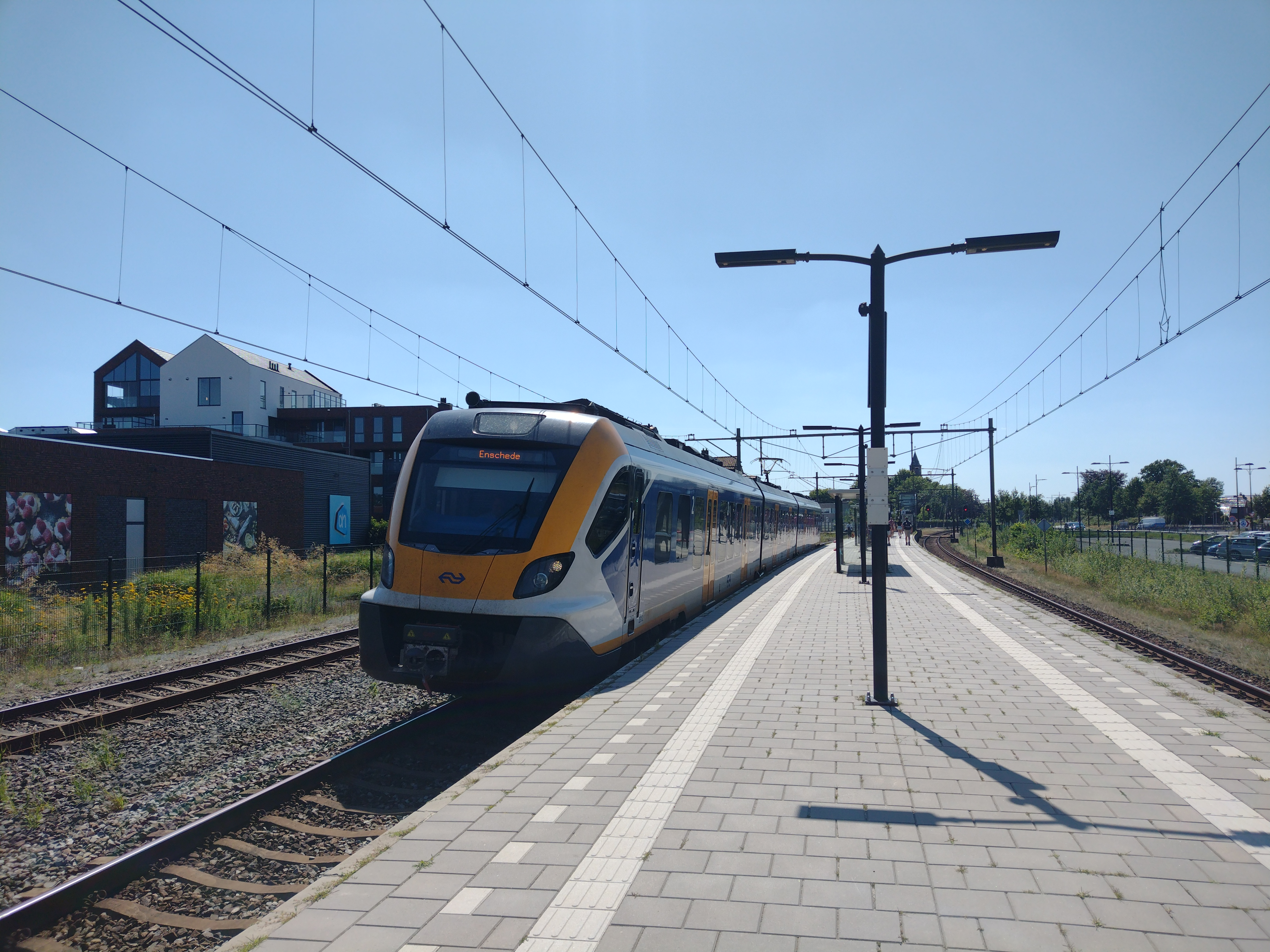
SNG op het station
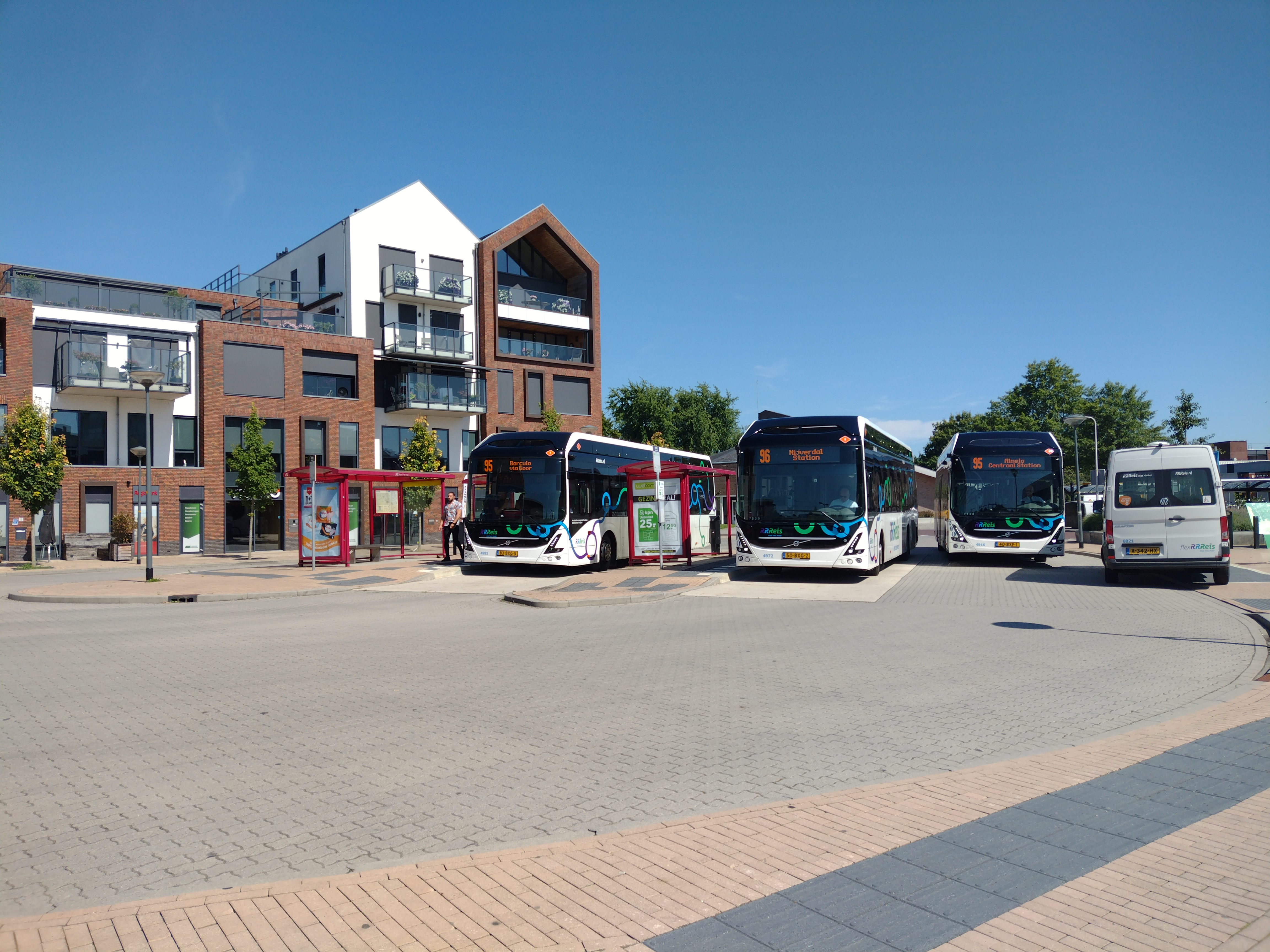
Busstation
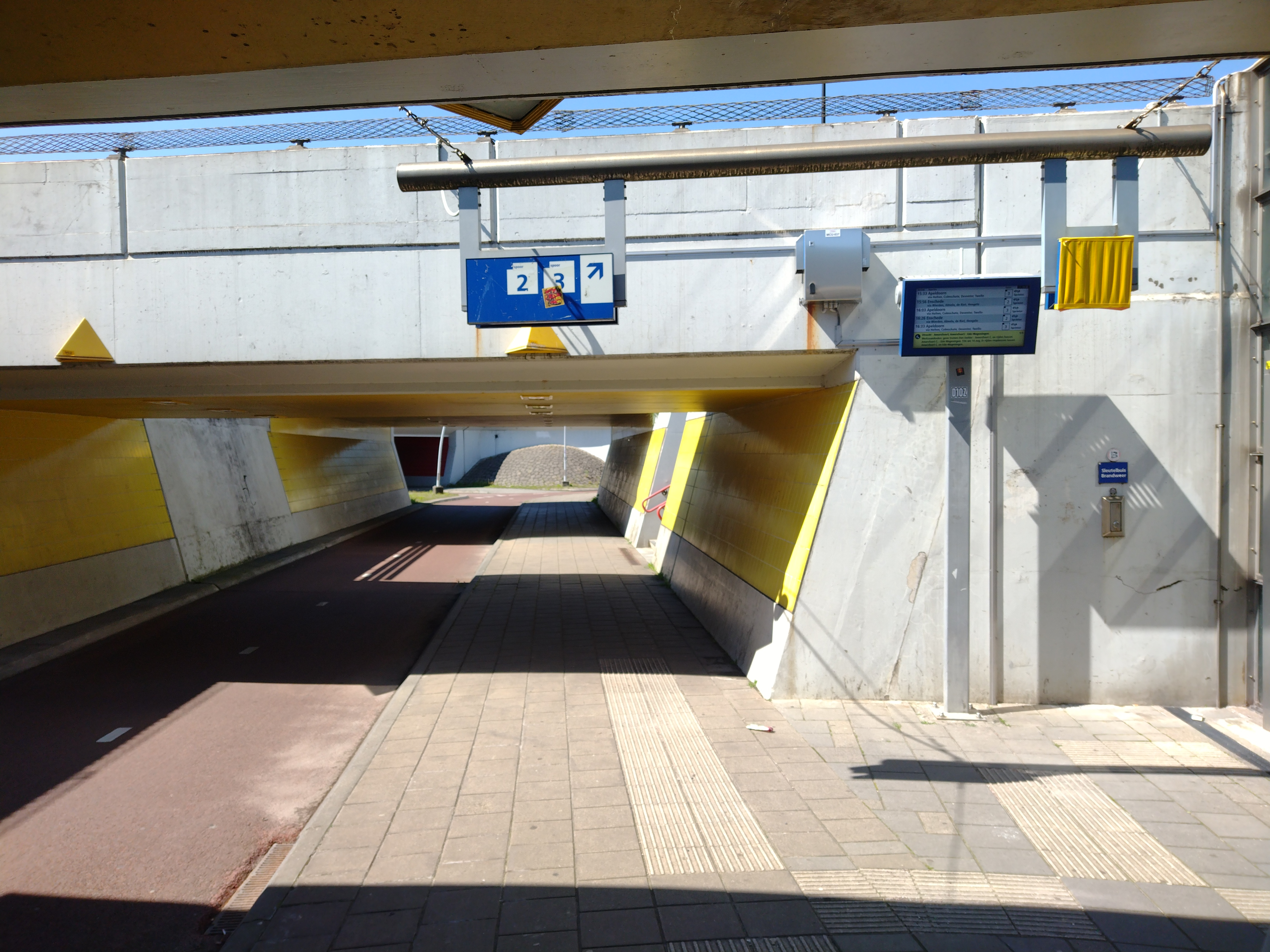
Tunnel onder de sporen

## Ontwikkeling aantal reizigers
Het aantal door NS vervoerde reizigers (per gemiddelde werkdag) ontwikkelde zich sedert 2019 als volgt:
| Jaar | Aantal reizigers |
| ---- | ---------------- |
| 2019 | 2.482            |
| 2020 | 1.201            |
| 2021 | 1.383            |
| 2022 | 1.825            |
| 2023 | 2.101            |
| 2024 | 2.124            |

Almelo · 
-De Riet · 
Borne · 
Daarlerveen · 
Dalfsen · 
Delden · 
Deventer · 
-Colmschate · 
Enschede · 
-De Eschmarke · 
-Kennispark · 
Glanerbrug · 
Goor · 
Gramsbergen · 
Hardenberg · 
Heino · 
Hengelo · 
-Gezondheidspark ·
-Oost · 
Holten · 
Kampen · 
-Zuid ·
Mariënberg · 
Nijverdal · 
Oldenzaal ·
Olst · 
Ommen · 
Raalte ·
Rijssen · 
Steenwijk · 
Vriezenveen · 
Vroomshoop · 
Wierden · 
Wijhe · 
Zwolle · 
-Stadshagen
Stations van de Museum Buurtspoorweg:
Haaksbergen · Zoutindustrie · Boekelo

Voormalige stations: zie de lijst van voormalige spoorwegstations in Overijssel
0: Neede ·
2: Kisveld ·
4: Noordijk ·
8: Gelselaar ·
11: Diepenheim ·
15: Goor West ·
18: Elsenerbroek ·
21: Enter ·
26: Rijssen ·
30: Zuna ·
34: Nijverdal Zuid ·
37: Hellendoorn
0,0: Deventer ·
4: Deventer Colmschate ·
4,1: Colmschate ·
7: Bannink ·
9: Bathmen ·
14: Dijkerhoek ·
19: Holten ·
26: Rijssen ·
29: Notter ·
34: Wierden ·
39: Almelo ·